# Poljski muren
Poljski muren (znanstveno ime Gryllus campestris) je vrsta neletečih kobilic, ki je razširjena po travnikih Evrope in Azije.

## Opis
Odrasli samci dosežejo dolžino med 19 in 23 mm, samice pa med 17 in 22 mm. Gre za vsejede žuželke, ki se hranijo tako z rastlinami, kot tudi z manjšimi žuželkami. Za poljske murne je značilno »petje« samca, ki z drgnjenjem svojih kratkih, ravnih kril (stridulacijo) proizvaja značilen zvok, s katerim privablja samice. Oglaša se čez dan in v prvem delu noči, pri temperaturah nad 13 °C. Samci so izjemno teritorialni in svoje rove zavzeto branijo pred vsiljivci. Po parjenju samica izleže od 20 do 60 jajčec v tla rova, kjer se v nekaj tednih, med junijem in sredino julija, razvijejo ličinke. Le-te so v vseh stadijih podobne odraslim žuželkam. Med desetim in enajstim stadijem hibernirajo. Zadnjič se levijo med aprilom in majem naslednje leto.